# Cerviniopsis intermedia
Cerviniopsis intermedia är en kräftdjursart som beskrevs av Lang 1936. Cerviniopsis intermedia ingår i släktet Cerviniopsis och familjen Cerviniidae. Inga underarter finns listade i Catalogue of Life.